# Бахчисарайский мирный договор
Бахчисарайский мирный договор 1681 года — договор о перемирии 3 (13) января 1681 года в Бахчисарае между Османской империей, Крымским ханством и Русским царством по результатам войны 1672—1681 годов.

## Переговоры
В декабре 1678 года в Константинополь был послан дворянин В. А. Даудов с предложением восстановить дружественные отношения. Гетман И. С. Самойлович, с которым снеслись по этому поводу, также сочувственно относился к мысли о заключении мира с Османской империей и Крымским ханством. Склонялись к миру и в самом Османском государстве.
Осенью 1679 года Даудов вернулся с грамотой от великого визиря, который требовал для переговоров о заключении мира присылки особого посла и предлагал, со своей стороны, отправить посланника в Крым для ведения мирных переговоров. В конце года в Крым в Бахчисарай к хану Мураду Гирею были отправлены из Москвы стольник Сухотин и дьяк Михайлов, но это посольство кончилось ничем, так как дьяк Михайлов своевольно оставил Сухотина и уехал в Москву. Переговоры в Крыму затянулись, так как русские и казаки Самойловича пытались отстоять земли по нижнему и среднему Днепру.
В августе 1680 года для заключения перемирия в Крым были направлены российские послы — резидент в Польше стольник и полковник В. М. Тяпкин, дьяк Н. М. Зотов и генеральный писарь Войска Запорожского Семён Ракович. К ним присоединился находившийся в плену В.Б. Шереметев. Турецкую сторону представлял крымский хан Мурад-Гирей. В декабре проект договора был отослан в Стамбул, и вскоре хан получил полномочия для подписания окончательного мира. По его условиям Россия сохраняла на правом берегу только Киев с округой (в т.ч. города Васильков, Триполье, Стайки и др). Требования русских оставить под верховной властью царя Запорожскую сечь были турками решительно отвергнуты. Предложение превратить правобережье от Буга до Днепра в нейтральную зону, где запрещалось бы строить поселения и крепости, также не прошло. Наоборот, османы начали активное освоение края.
В 1681 году Юрий Хмельницкий, в котором больше не было необходимости, был арестован и отправлен в Турцию. Правобережные земли были переданы под управление молдавского господаря Георгия Дуки, который начал их восстановление, переманивая население с левого берега Днепра[41].
Мирный договор, заключенный в Бахчисарае, нуждался в утверждении турецким султаном. С этой целью в 1681 году в Константинополь отправился окольничий И.И. Чириков (умер в пути) и дьяк П. Б. Возницын. В Турции не соглашались оставить в договоре пункт, по которому Запорожье считалось принадлежащим царю московскому Фёдору Алексеевичу. Возницын не хотел было признавать договора без этого пункта, но в конце концов, по совету патриарха константинопольского, признал, и в Москве были очень довольны этим мирным договором.

## Положения договора и последствия
Договор был заключен сроком на 20 лет и завершил войны 70-х годов XVII века между этими государствами за обладание правобережными землями Днепра.
По договору:
- Граница между Турцией и Россией устанавливается по Днепру, султан и хан обязались не помогать врагам России и не нападать на русские земли[3];
- Обеим сторонам запрещалось строить крепости в полосе 10 вёрст от Днепра вплоть до Запорожья[3].
- Россия присоединяет левобережные земли Днепра и Киев с округой. Запорожье формально становилось независимым. Россия согласилась на ежегодное предоставление хану «казны»;
- Казаки и другое русское население получают право на рыбную ловлю, добычу соли, охоты и свободного плавания по Днепру и его притокам до Чёрного моря[3];
- Крымцы и ногайцы имеют право кочевать и промышлять охотой на обоих берегах Днепра и его протоках[3].
- Производился размен пленными[3].

При ратификации договора, крымский хан односторонне исключил две статьи:
- О свободе кочёвки татар и правах русского населения[3].
- О запрещении оказывать помощь "царским неприятелям" и поднимать вопрос о П.Д. Дорошенко[3].

4 (14) мая 1682 года, в итоговой грамоте турецкого султана, выданной Возницыну, отсутствовал пункт о подданстве запорожцев русскому царю и русские подданные могли ходить на промыслы на правую сторону Днепра лишь при уплате пошлины. Было дано разрешение на проезд в Иерусалим паломников. Главным результатом Бахчисарайского мира стало признание Османской империей воссоединение Левобережной Украины и Киева с округой с Русским государством. 
В 1684 году крымский хан Селим-Гирей подтвердил Бахчисарайский договор.
В 1685 году договор окончательно ратифицировал султан Мехмед IV.
Бахчисарайский мирный договор в очередной раз перераспределил земли между соседними государствами. Также договор имел большое международное значение и обусловил подписание «Вечного мира» в 1686 году между Россией и Польшей.